# Black Dwarf (cómic)
Black Dwarf (Español: Enano Negro)  fue un villano extraterrestre ficticio en los cómics publicados por Marvel Comics. Es un miembro destacado del Orden Negro, un equipo de alienígenas que trabajan para el titán Thanos.
Black Dwarf aparece con el nombre de Cull Obsidian, uno de los Hijos de Thanos, en la película de 2018 Avengers: Infinity War y la película de 2019, Avengers: Endgame, retratado por Terry Notary.

## Historial de publicaciones
Black Dwarf apareció por primera vez en un cameo de un panel en New Avengers vol. 3 # 8 y fue creado por Jonathan Hickman y Jerome Opeña. Su aspecto completo, junto con otros miembros del Orden Negro, tiene lugar en Infinity # 1, lanzado en octubre de 2013.

## Historia
Black Dwarf es miembro del Orden Negro de Thanos, donde es el motor del ejército del Titán Loco.
Cuando Thanos apuntó a la Tierra como el próximo planeta que arrasaría durante el Infinito, Black Dwarf llegó a Wakanda. Para su sorpresa, Black Dwarf encontró una gran resistencia en ese país y se vio obligado a retirarse. Por su fracaso, Thanos expulsó a Black Dwarf del Orden Negro.
Thanos le dio a Black Dwarf una oportunidad más de demostrar su valía al enviarlo a proteger El Pico y evitar que los Vengadores lo recuperaran después de su lucha contra los Constructores. Durante la lucha contra los Vengadores, Ronan el Acusador mató a Black Dwarf.
Durante el arco de "No Surrender", Black Dwarf fue resucitado por Challenger quien vuelve a montar el Orden Negro para participar en una competencia contra la Legión Letal del Gran Maestro.

## Poderes y habilidades
Black Dwarf tiene habilidades como fuerza sobrehumana, súper densidad y una piel irrompible.

## En otros medios

### Televisión
- Black Dwarf aparece en el final de la segunda temporada de Avengers Assemble sin actor de voz.[8] En la continuidad del programa, él es una vez más parte del Orden Negro de Thanos. Efectivamente cumple el mismo rol que tenía en los cómics.
- Black Dwarf aparece en Guardianes de la Galaxia esta vez expresado por Jesse Burch.[8]

### Universo cinematográfico de Marvel
Una variación de Black Dwarf, rebautizada como Cull Obsidian, aparece en los medios ambientados en el Universo cinematográfico de Marvel, con la voz y captura de movimiento de Terry Notary. Como en los cómics, es miembro de los Hijos de Thanos y el Orden Negro.
- Se le presenta en la película de acción en vivo Avengers: Infinity War.[11] Obsidian ayuda a Ebony Maw en un intento de tomar la Gema del Tiempo del Doctor Strange. Después de ser teletransportado a la Antártida por Wong, Obsidian saltó hacia el portal pero Wong lo cerró, cortando el brazo de Obsidian en el proceso. Después de obtener un brazo robótico, Obsidian aparece en la batalla de Wakanda. Obsidian lucha contra Bruce Banner usando la armadura de Hulkbuster. Se las arregla para romper el brazo de la armadura Hulkbuster, pero Banner une el brazo repulsor al cuerpo de Obsidian, enviándolo a volar hacia el escudo de Wakanda, que lleva a su muerte cuando el guante se sobrecalienta y explota.
- Obsidian regresa en Avengers: Endgame.[12] Una versión 2014 del personaje viaja a través del tiempo con las fuerzas de Thanos para participar en la batalla climática en la Tierra. Durante la batalla, Obisidian es aplastado hasta su muerte por un enorme Ant-Man (Scott Lang). Su cadáver se desintegra, junto con el resto de las fuerzas de Thanos, cuando Tony Stark activa las Gemas del Infinito.[13]
- Aparece una versión alternativa de Obsidian en la serie animada de Disney+ ¿Qué pasaría si...? episodio "¿Qué pasaría si... T'Challa se convirtiera en un Star-Lord? ". Aún miembro del Orden Negro, esta versión funciona para el Coleccionista en Knowhere en lugar de Thanos (quien se reforma en esta realidad). En el episodio, "Que pasaría sí... hubiera Zombies?", Obsidian se une a Maw para viajar a la Tierra para obtener la Gema del Tiempo, solo para ser asesinado y zombificado por un zombificado Iron Man, Doctor Strange y Wong.

### Videojuegos
- Black Dwarf aparece como un jefe en Marvel: Avengers Alliance.[14]
- Black Dwarf aparece como un personaje jugable en Marvel Future Fight.[15]
- Black Dwarf en su alias Cull Obsidian aparece en Lego Marvel Super Heroes 2.[16] Aparece en el DLC de "Infinity War".
- Black Dwarf, como Cull Obsidian, aparece como personaje de apoyo en Marvel Puzzle Quest.[17]
- Black Dwarf, como Cull Obsidian, aparece como un personaje jugable desbloqueable en Marvel: Contest of Champions. También apareció como un mini-jefe durante el evento de la historia "Avengers Forever".[18]
- Black Dwarf, como Cull Obsidian, aparece como un jefe en Marvel Ultimate Alliance 3: The Black Order, nuevamente con la voz de Jesse Burch.[8]